# Bruno Bruni (gesuita)
Bruno Bruni, al secolo Brunetto Bruni (Civitella del Tronto, 13 gennaio 1590 – Tembién, 12 aprile 1640), è stato un gesuita e missionario italiano.

## Biografia

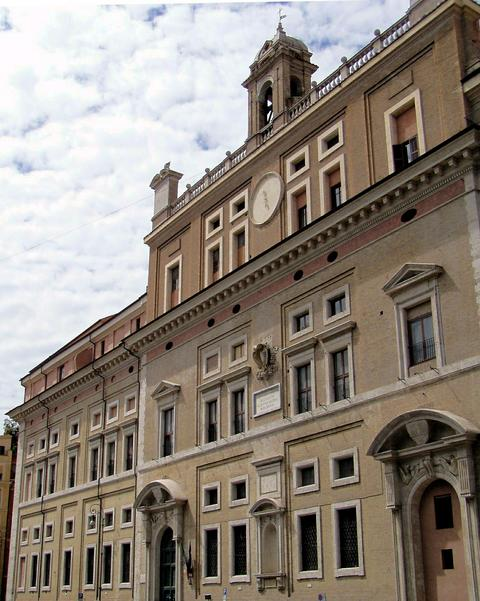
Roma, facciata del Collegio Romano

Etiopia: la regione del Tigrè

Nato nel 1590 a Civitella del Tronto, cittadina abruzzese dell'odierna provincia di Teramo, da Brunamonte Bruni e Tisbia Trambocca, entrambi di Colonnella. Entrato nel 1605 nel Collegio Romano per interessamento dello zio paterno, membro della Compagnia di Gesù, nel 1608 Bruni divenne novizio gesuita e manifestò il desiderio di divenire missionario. Terminati gli studi, fu incaricato di insegnare retorica e umane lettere a Firenze. Dopo qualche anno, tornato a Roma, fu ordinato sacerdote. 
Nel 1623 fu scelto, insieme ad altri confratelli gesuiti, per accompagnare in Etiopia, ove il cattolicesimo, grazie anche al favore del negus Susenyos (1572-1632), si stava diffondendo, il gesuita portoghese Alfonso Mendez (1579-1659), nuovo patriarca di quelle terre. Il lungo viaggio di Bruni, attraverso il Mozambico, si concluse nel 1625 quando il religioso raggiunse il Tigrè, ove rimase per circa tre anni. Il deciso appoggio dell'imperatore al proselitismo cattolico provocava comunque, in alcune zone dell'impero, l'avversione dei fedeli e del clero copto.

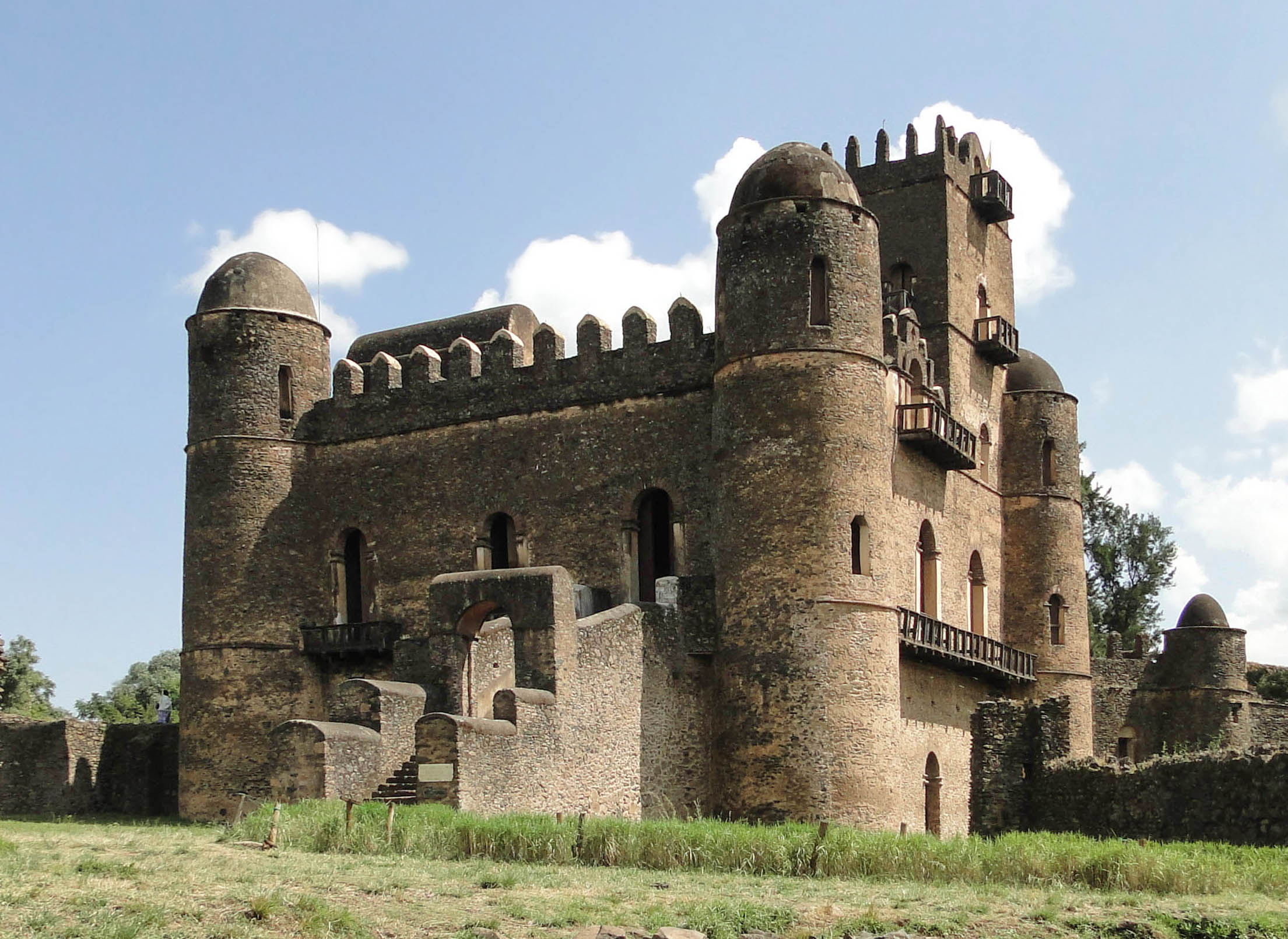
Il palazzo di Fāsiladas a Gondar

Nel 1628 trasferitosi nel Goggiam, oltre a continuare la sua opera missionaria di catechesi e conversione, Bruni ricostruì, partecipando personalmente con il proprio lavoro, un'antica chiesa del XV secolo dedicandola alla Madonna. L'opposizione alla diffusione del cattolicesimo, divenuta sempre più forte, si estese infine anche agli ambienti di corte: Susenyos fu costretto a revocare i permessi concessi alla missione e poi ad abdicare. Il successore, il figlio Fāsiladas, espulse i gesuiti e iniziò le persecuzioni contro i cattolici convertiti. Bruni, a differenza del patriarca Mendez e di alcuni missionari, decise di restare trasferendosi nuovamente, con altri due compagni, nel Tigrè, fidando nella protezione prima di un capo locale Giovanni Akai e poi, costretto a rifugiarsi in alcune grotte, di Tecla Manuel. Traditi dal nuovo protettore e catturati da una banda che gli dava la caccia, gran parte dei missionari furono uccisi. Bruni, ferito e creduto morto, riuscì a salvarsi con l'aiuto di alcuni cattolici del luogo.
Trasferitosi nuovamente in un'altra zona del Tigrè, Bruni si mise sotto la protezione del governatore Za-Mariàm, un convertito genero del vecchio imperatore Susenyos, che, nonostante le pressioni, resisteva alle ingiunzioni di consegnare i missionari. La morte di Za-Mariam fece precipitare gli eventi: Bruni e il suo compagno superstite, il gesuita portoghese padre Luis Cardeira, si rifugiarono nell'Amba Salam ove resistettero per diciotto mesi. Una falsa promessa di poter lasciare indenni il paese li convinse ad abbandonare il rifugio: catturati, furono impiccati il 12 aprile 1640 a Tembièn.
Nel 1902 è stata introdotta la causa di beatificazione per Bruni e gli altri confratelli uccisi in Etiopia.

### Per approfondire
- Roberto Ricci, Il gesuita padre Bruno Bruni di Santa Croce e i suoi compagni martiri nella Etiopia del '600, L'Aquila, Deputazione abruzzese di storia patria, 1996.